# ياماموتو
ياماموتو (تكتب: 山本 وتعني حرفيا: قاعدة الجبل) هو تاسع أكثر اسم كنية ياباني شائع. أشخاص بارزين يحملون هذه الكنية:
- أكيهيكو ياماموتو (山本 明彦، ولد عام 1947) ، سياسي ياباني.
- اكيرا ياماموتو (山本 旭، 1913 – 1944) ، نجم مقاتل ياباني في الحرب العالمية الثانية.
- انزو ياماموتو (山本 杏 ،ولدت عام 1994) ، مقاتلة جودو يابانية.
- اتسوجي ياماموتو (山本 貴嗣 ،ولد عام 1959) ، فنان قصص مصورة يابانية ومصمم شخصيات
- أتسوشي ياماموتو (山本 篤 ،ولد عام 1982) ، رياضي بارالمبي ياباني
- أيانو ياماموتو (山本 彩乃 ،ولدت عام 1986)، ممثلة يابانية، ومؤدية اصوات، ونجمة
- أزوسا ياماموتو (山本 梓 ،ولدت عام 1981)، عارضة مجلات يابانية، ممثلة وشخصية تلفزيونية
- بايتسو ياماموتو (山本 梅逸)، رسام ياباني
- بياتريس ياماموتو كازاريز (ولدت عام 1950)، سياسية مكسيكية
- تشيهيرو ياماموتو (山本 千尋 ،ولدت 1996) ،ممثلة يابانية
- تشوغورو ياماموتو (山本 長五郎، 1867–1936) ،زعيم ياكوزا ياباني (معروف ك شيميزو جيروتشو)
- دايكي ياماموتو (山本 大稀 ،ولد عام 1992)، لاعب كرة قدم ياباني
- دونالد ياماموتو (ولد 1953) دبلوماسي أمريكي
- دونا ياماموتو (ولدت 1964)، ممثلة كندية ومؤدية اصوات
- ادوارد ياماموتو (山本 エドワード ،ولد عام 1986)، لاعب كرة سلة ياباني مولود بالفلبين
- اييتشي ياماموتو (山本 暎一 ،ولد عام 1940) ،مخرج افلام ياباني وكاتب سيناروهات
- ايمي ياماموتو (山本 絵美 ،ولدت عام 1982) لاعبة كرة قدم يابانية
- اريك ياماموتو، عالم قانوني أمريكي
- فوجيو ياماموتو (山本 富士雄 ،ولد عام 1966) ،لاعب كرة قدم ياباني
- فوجيكو ياماموتو (山本 富士子 ،ولدت عام 1931)، ممثلة يابانية
- غيمبو ياماموتو (山本 玄峰، 1866–1961)، بوذي زن ياباني
- غينكي ياماموتو (山本 元喜، ولد عاد 1991)، دراج ياباني.
- غو ياماموتو (山元 豪 ،ولد عام 1995) متزلج شمالي مزدوج ياباني
- غونبي ياماموتو (山本 権兵衛 ،1852–1933)، اميرال البحرية الامبراطورية اليابانية ورئيس وزراء اليابان
- غاي ياماموتو (ولد عام 1961)، لاعب غولف أمريكي
- هيديو ياماموتو (山本 英夫، ولد عام 1968) ،فنان قصص مصورة ياباني
- هيديو ياماموتو (山本 英雄) ،لاعب كاراتيه ياباني
- هيديومي ياماموتو (山本 英臣، ولد في 1980) ،لاعب كرة قدم ياباني
- هيكارو ياماموتو (山本 ひかる، ولدت عام 1991) ،ممثلة يابانية
- هيرو ياماموتو (山本 紘، ولد عام 1961)، عازف غيتار أمريكي
- هيروكي ياماموتو (توضيح)، اشخاص متعددون
- هيروماسا ياماموتو (山本 浩正، ولد عام 1979)، لاعب كرة قدم ياباني
- هيرومي ياماموتو (山本 宏美، ولد عام 1970)، متزلج سرعة ياباني
- هيروشي ياماموتو (توضيح)، اشخاص متعددون
- هيروتو ياماموتو (山本 啓人، ولد عام 1988)، لاعب كرة قدم ياباني
- هيرويوكي ياماموتو (توضيح)، اشخاص متعددون
- هيساشي ياماموتو (山本 尚، ولد عام 1943)، كيميائي عضوي ياباني
- هيساي ياماموتو (1921–2011)، كاتبة يابانية – أمريكية
- هوسي ياماموتو (山本 芳翠، 1850–1906)، رسام ياباني
- هوزان ياماموتو (山本 邦山، 1937–2014)، عازف شاكوهاتشي ياباني، ملحن ومحاضر
- اتشيتا ياماموتو (山本 一太، ولد عام 1958)، سياسي ياباني
- اكيو ياماموتو (山本 郁榮،ولد عام 1945)، مصارع رياضي ياباني
- اسوروكو ياماموتو (山本 五十六، 1884–1943)، اميرال البحرية الامبراطورية اليابانية
- اسي ياماموتو (山本 一清، 1889–1959)، عالم فلك ياباني
- جوتارو ياماموتو (山本 条太郎، 1867–1936)، رجل أعمال ياباني وسياسي
- جونيتشي ياماموتو(توضيح)، عدة اشخاص
- جونزو ياماموتو (山本 順三،ولد في 1954)، سياسي ياباني
- كايلر ياماموتو (ولد في 1998)، لاعب هوكي جليد أمريكي
- كايتو ياماموتو (山本 海人، ولد في 1985)، لاعب كرة قدم ياباني
- كاجيرو ياماموتو (山本 嘉次郎، 1902–1974)، مخرج سينمائي ياباني وكاتب سيناريوهات وممثل
- كاكوما ياماموتو (山本 覚馬، 1828–1892)، ساموراي ياباني
- كاناي ياماموتو (توضيح)، عدة اشخاص
- كانايتشي ياماموتو (山本 寛一، 1879–1961)، ياباني مؤمن بديانة باهايي
- كانساي ياماموتو (山本 寛斎، 1944–2020)، مصمم ازياء ياباني
- كانسوكي ياماموتو (توضيح)، عدة اشخاص
- كاتسومي ياماموتو (山本 克美،ولد عام 1946)، مجدف ياباني
- كازونوري ياماموتو (山本 一徳، ولد عام 1983)، لاعب كرة قدم ياباني
- كازوتومي ياماموتو (山本 和臣، ولد عام 1988)، مؤدي اصوات ياباني ومغني
- كي ياماموتو (山本 圭، ولد عام 1940)، ممثل ياباني
- كيكو ياماموتو (山本 圭子، ولدت عام 1943)، مؤدية اصوات يابانية
- كيث ياماموتو (ولد 1946)، عالم أمريكي
- كينيتشي ياماموتو (توضيح)، عدة اشخاص
- كانجي ياماموتو (توضيح)، عدة اشخاص
- كينكيتشي ياماموتو (山本 健吉، 1907–1988)، اسم القلم ل اشيباشي تيكيتشي، كاتب ياباني وناقد ادبي
- كودو ياماموتو (山本 興道، ولد في 1961)، لاعب كرة يد ياباني
- كوهي ياماموتو (توضيح)، عدة اشخاص
- كويتشي ياماموتو (山本 公一، ولد في 1941)، سياسي ياباني
- كوجي ياماموتو (توضيح)، عدة اشخاص
- كوكي ياماموتو (山本 幸輝، ولد في 1990)، لاعب اتحاد الرجبي الياباني
- كوسكي ياماموتو (山本 康裕، ولد في 1989)، لاعب كرة قدم ياباني
- كوتيتسو ياماموتو (山本 小鉄، 1941–2010)، مصارع ياباني محترف
- كوزو ياماموتو (山本 幸三، ولد في 1948)، سياسي ياباني
- كيوجي ياماموتو (山本 恭司، ولد في 1956)، موسيقي ياباني ومغني وكاتب اغاني ومنتج اسطوانات
- ليندا ياماموتو (山本 リンダ، ولدت في 1951)، مغنية يابانية وممثلة
- ماي ياماموتو (山本 リンダ، ولدت في 1999)، لاعبة كرة السلة يابانية
- مايكا ياماموتو (山本 舞香، ولدت في 1997)، ممثلة يابانية، شخصية تلفزيونية وعارضة
- ماريا ياماموتو (山本 麻里安، ولدت في 1981)، مؤدية اصوات يابانية ومغنية
- ماريكو ياماموتو (山本 万里子، ولدت في 1983)، لاعبة كريكيت يابانية
- ماساهيكو ياماموتو (山本 雅彦، ولد في 1956)، متزلج سرعة ياباني
- ماساهيرو ياماموتو (توضيح)، عدة اشخاص
- ماساهيتو ياماموتو (山本 正人، ولد في 1978)، لاعب اتحاد الرجبي الياباني
- ماساكي ياماموتو (山本 真希، ولد في 1987)، لاعب كرة قدم ياباني
- ماساكي ياماموتو (دراج) (ولد 1996)، دراج ياباني
- ماساكوني ياماموتو (山本 昌邦، ولد في 1958)، لاعب كرة قدم ياباني ومدير
- ماساميتشي ياماموتو (山本 雅道، ولد في 1978)، دراج ياباني
- ماساو ياماموتو (山本 昌男، ولد في 1975)، مصور ياباني
- ماسانوبو ياماموتو (山本 真伸، ولد في 1949)، مجدف ياباني
- ماساهي ياماموتو (山本 政志، ولد في 1956)، مخرج سينمائي ياباني
- ماساهي ياماموتو (كرة قاعدة) (山本 雅士، ولد في 1994)، لاعب كرة قاعدة ياباني
- ماسايا ياماموتو (山本 真也، ولد في 1991)، لاعب كرة قدم ياباني
- ماسايوشي ياماموتو (山本 雅賢)، لاعب جمباز فني ياباني
- مايوكا ياماموتو (山本 茉由佳، ولدت في 2000)، سباحة يابانية
- مايومي ياماموتو (توضيح)، عدة اشخاص
- ميا ياماموتو، ناشطة أمريكية
- ميتشيكو ياماموتو (山本 道子، ولدت في 1936)، كاتبة يابانية وشاعرة
- ميتشيكو ياماموتو ( كاتبة سيناريوهات) (ولدت في 1979)، كاتبة سيناريوهات فلبينية
- ميكا ياماموتو (山本 美香، 1967–2012)، صحفية يابانية
- ميكيو ياماموتو (山本 幹男، ولد في 1944)، عالم ياباني
- مينورو ياماموتو (山本 秀، 1912/1913 – 1996)، ملحن كلاسيكي ياباني
- ميراي ياماموتو (山本 未來، ولدت في 1974)، ممثلة يابانية
- ميو ياماموتو (山本 美憂، ولدت في 1974)، مصارعة رياضية يابانية ولاعبة فنون قتالية مختلطة
- ميزوكي ياماموتو (山本 美月، ولدت في 1991)، ممثلة يابانية وعارضة
- مونا ياماموتو (山本 モナ، ولدت في 1976)، معلنة يابانية
- ناوكي ياماموتو (توضيح)، عدة اشخاص
- ناومي ياماموتو، سياسية كندية
- ناتسوكو ياماموتو (山本 奈津子)، ممثلة يابانية
- نوريفومي ياماموتو (山本 徳郁، 1977–2018)، لاعب فنون قتالية مختلطة ياباني وملاكم رافس
- نوريكو ياماموتو (山本 憲子، ولدت في 1944)، سباحة يابانية
- نوريميتشي ياماموتو (山本 義道، ولد في 1995)، لاعب كرة قدم ياباني
- نوزومي ياماموتو (山本 希望، ولدت في 1988)، مؤدية اصوات يابانية
- رين ياماموتو (山本 蓮، ولد في 1997)، لاعب كرة قدم ياباني
- ريتشارد كوميو ياماموتو (1935–2009)، فيزيائي أمريكي
- ريهتو ياماموتو (山本 理仁، ولد في 2001)، لاعب كرة قدم ياباني
- ريكين ياماموتو (山本 理顕، ولد في 1945)، مهندس معماري ياباني
- رينيتشي ياماموتو (山本 麟، 1927–1980)، ممثل ياباني
- ريو ياماموتو (山本 亮، ولد في 1984)، عداء مسافات طويلة ياباني
- ريوهي ياماموتو (山本 領平، ولد في 1974)، مغني ار اند بي ياباني
- ريوما ياماموتو (山本 凌雅، ولد في 1995)، لاعب قفز ثلاثي ياباني
- ريوسكي ياماموتو (توضيح)، عدة اشخاص
- ريوتارو ياماموتو (山本 凌太郎، ولد في 1998)، لاعب كرة قدم ياباني
- ساتشيكو ياماموتو (山本 さち子، ولد في 1970)، متزلج جبال الالب ياباني
- ساتشيو ياماموتو (山本 幸代، ولدت في 1950)،لاعبة كرة سلة يابانية
- ساداكو ياماموتو (山本 定子، ولدت في 1951)، رامي رمح ياباني
- ساكون ياماموتو (山本 左近، ولد في 1982)، سائق سباقات ياباني
- ساوري ياماموتو (山本 早織، ولدت في 1985)، عارضة مجلات يابانية
- ساتورو ياماموتو (山本 悟، 1925–2006)، كبير موظفي البلاط الامبراطوري ومساعد امبراطور اليابان
- ساتوشي ياماموتو (山本 サトシ)، فنان قصص مصورة يابانية
- ساتسو ياماموتو (山本 薩夫، 1910–1983)، مخرج سينماي ياباني
- ساياكا ياماموتو (山本 彩، ولدت في 1993)، مغنية يابانية، عارضة ، ونجمة
- سايو ياماموتو (山本 沙代، ولد في 1977)، مخرج انمي ياباني
- سيغو ياماموتو (山本 聖剛، ولد في 1971)، سائق انجراف ياباني
- سيتشي ياماموتو (山本 精一، ولد في 1958)، موسيقي ياباني
- سيجي ياماموتو (山本 征治، ولد في 1970)، طاهي ياباني
- سيكو ياماموتو (山本 聖子، ولدت في 1980)، مصارعة رياضية يابانية
- سيتو ياماموتو (山本 聖途، ولد في 1992) قافز ياباني بالعمود
- شينجي ياماموتو (توضيح)، عدة اشخاص
- شينيا ياماموتو (山本 真也، ولد في 1971)، لاعب شوجي ياباني
- شيزوكا ياماموتو (山本 静香، ولدت في 1975)، لاعب كرة ريشى ياباني
- شوجو ياماموتو (山本 省吾، ولد في 1978)، لاعب كرة قاعدة ياباني
- شوهي ياماموتو (山本 翔平، ولد في 1982)، لاعب كرة قدم ياباني
- شوما ياماموتو (山本 匠馬، ولد في 1983)، ممثل ياباني
- شون ياماموتو (山本 昇雲، 1870–1965)، فنان ياباني
- شويا ياماموتو (山本 翔也، ولد في 1988)، لاعب كرة قاعدة ياباني
- شوغورو ياماموتو (山本 周五郎، 1903–1967)، كاتب ياباني
- شوتو ياماموتو (山本 脩斗، ولد في 1985)، لاعب كرة قدم ياباني
- سوتا ياماموتو (山本 草太، ولد في 2000)، متزلج ياباني فني على الجليد
- ستينيو ياماموتو (ولد في 1961)، رامي رياضة برازيلي
- سوميكو ياماموتو (山本 鈴美香، ولدت في 1949)، فنانة قصص مصورة يابانية
- تاداميتشي ياماموتو (山本 忠通، ولد في 1950)، دبلوماسي ياباني
- تاداشي ياماموتو (1936–2012)، قومي ياباني
- تاداشي ياماموتو (رياضي) (山本 忠司، 1925–1998)، قافز ثلاثي ياباني
- تايسي ياماموتو (ولد في 2001)، متزلج ياباني حر
- تاكاهيرو ياماموتو (山本 隆弘، ولد في 1978)، لاعب كرة طائرة ياباني
- تاكاشي ياماموتو (توضيح)، عدة اشخاص
- تاكيهيرو ياماموتو (山本 剛大، ولد في 1993)، متسابق دراجات نارية ياباني
- تاكو ياماموتو (山本 拓، ولد في 1952)، سياسي ياباني
- تاكويا ياماموتو (山本 拓弥، ولد في 1986)، لاعب كرة قدم ياباني
- تارو ياماموتو (山本 太郎، ولد في 1974)، سياسي ياباني وممثل
- تارو ياماموتو (فنان) (1919–1994)، فنان أمريكي
- تاتيواكي ياماموتو (山本 帯刀، 1845–1868)، ساموراي ياباني
- تاتسو ياماموتو (山本 達雄، 1856–1947)، سياسي ياباني
- تيتسويا ياماموتو (山本 哲哉، ولد في 1985)، لاعب كرة قاعدة ياباني
- توماس ياماموتو (1917–2004)، رسام ياباني
- توغو ياماموتو (山本 冬郷، 1886–?)، ممثل ياباني
- توجو ياماموتو (1927–1992)، مصارع أمريكي محترف
- توموهيرو ياماموتو (山本 朋広، ولد في 1975)، سياسي ياباني
- توشيكاتسو ياماموتو (山元 敏勝، ولد في 1929)، فيزيائي ياباني
- توشيكي ياماموتو (ولد في 1991)، رافع اثقال ياباني
- توشيو ياماموتو (توضيح)، عدة اشخاص
- تسونيتومو ياماموتو (山本 常朝، 1659–1719)، ساموراي ياباني ومؤلف "مخباة بالاوراق"
- تسويوشي ياماموتو (山本 剛، ولد في 1948)، عازف بيانو وجاز ياباني وملحن
- ويل ياماموتو (ولد في 1974)، دراج غوامانيان
- ياماتو ياماموتو (山本 ヤマト، ولد في 1983)، فنان قصص مصورة ياباني
- ياسوفومي ياماموتو (ولد في 1971)، لاعب تنس ياباني
- ياسوهيتو ياماموتو (山本 康人، ولد في 1957)، فنان قصص مصورة ياباني
- ياسويتشيرو ياماموتو (山本 泰一郎، ولد في 1961)، مخرج انمي ياباني
- يوجي ياماموتو (山本 耀司، ولد في 1943)، مصمم ازياء ياباني
- يوكو ياماموتو (山本 陽子، ولدت في 1942)، ممثلة يابانية
- يوكو ياماموتو (سباحة) (山本 容子، ولدت في 1958)، سباحة يابانية
- يوشيهيسا ياماموتو (توضيح)، عدة اشخاص
- يوشيكي ياماموتو (山本 容子، ولد في 1994)، لاعب كرة قدم ياباني
- يوشينوبو ياماموتو (山本 由伸، ولد في 1998)، لاعب كرة قاعدة ياباني
- يوشيتاكا ياماموتو (山本 善隆، ولد في 1951)، لاعب غولف ياباني
- يوسكي ياماموتو (جودوكا) (山本 洋祐، ولد في 1960)، مقاتل جودو ياباني
- يوداي ياماموتو (山本 雄大، ولد في 1983)، حكم كرة قدم ياباني
- يوجي ياماموتو (山本 有二، ولد في 1952)، سياسي ياباني
- يوكاري ياماموتو (山本 由佳理، ولدت في 1981)، لاعبة هوكي الميدان يابانية
- يوريكو ياماموتو (山本 百合子، ولدت في 1960)، مؤدية اصوات يابانية
- يوسكي ياماموتو (山本 裕典، ولد في 1988)، ممثل ياباني
- يوتاكا ياماموتو (山本 寛، ولد في 1974)، مخرج انمي ياباني
- يوتاكا ياماموتو (رياضياتي) (山本 裕، ولد في 1950)، رياضياتي ياباني
- يوكي ياماموتو (لاعب كرة قدم) (山本 悠樹، ولد في 1997)، لاعب كرة قدم ياباني
- يوكي ياماموتو (عارضة) (ولدت في 1987)، عارضة ازياء يابانية
- يويا ياماموتو (山本 優弥، ولد في 1984)، ملاكم رافس ياباني
- يوزو ياماموتو (山本 有三، 1887–1974)، كاتب ياباني وكاتب مسرحي

## الشخصيات الخيالية
- ياماموتو (سبرينج جان)، شخصية في سلسلة المانجا سبرينج جان
- ملازم ياماموتو، شخصية في سلسلة الانمي الكابتن الغير مسؤول تايلر
- اكي ياماموتو، شخصية في سلسلة المانجا "ملون"
- غينريوساي شيغيكوني ياماموتو (山本 元柳斎 重國)، شخصية في سلسلة المانجا "بليتش"
- جولي ياماموتو، شخصية في السلسلة التلفزيونية بن تين الين فورس
- جون ياماموتو (山本 純)، شخصية في سلسلة المانجا سبيشل اي
- كازوهيكو ياماموتو (山本 和彦)، شخصية في رواية المعركة الملكية
- ميغومي ياماموتو (山本 芽)، شخصية في سلسلة مانجا سبيشل اي
- تاكيشي ياماموتو (山本 武)، شخصية في سلسلة المانجا ريبورن
- يوكو ياماموتو (山本 洋子)، شخصية في سلسلة الانمي فتاة المركبة الفضائية يوكو ياماماتو
- يونيانغ ياماموتو، شخصية في السلسلة التلفزيونية نيونيا الصغيرة